# Trox nama
Trox nama är en skalbaggsart som beskrevs av Hermann Julius Kolbe 1908. Trox nama ingår i släktet Trox och familjen knotbaggar. Inga underarter finns listade i Catalogue of Life.